# Криница (Острогожский район)
Кри́ница — село в Острогожскм районе Воронежской области.
Административный центр Криниченского сельского поселения. Население составляет 445 человек.

## Топоним
Своё название селение получило от слова криница — глубоко выкопанная яма для добывания питьевой воды с водоносных слоёв земли и специально защищённая от обвалов срубом или теперь бетонными кольцами. Криницы распространены в большинстве своём на равнинной местности Украины из-за отсутствия естественных поверхностных источников воды. В России это колодец. Слово «КРИНИЦЯ» употребляется украиноязычным населением Галичины, Подолья. Слово «колодец» на Украине тоже употребляют. Это слово заимствовано из русского языка русифицированным населением востока Украины.

## История

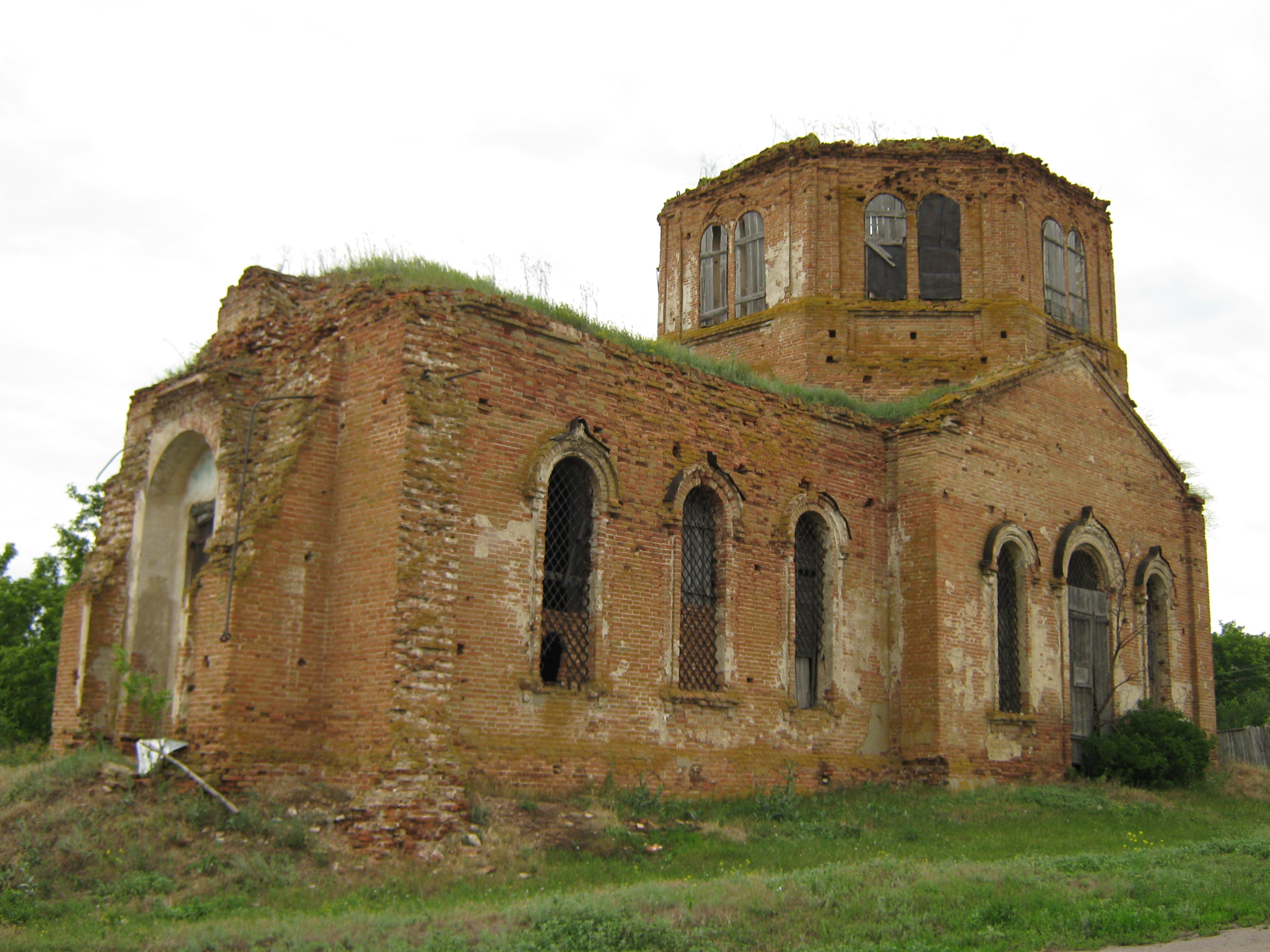
Руины Троицкой церкви в Кринице

Криница основана в начале XVIII века переселенцами из Острогожска.
В середине XVIII века в Кринице было 17 дворов, а спустя сто лет, в 1861 году, жителей насчитывалось около тысячи. В 1866 году, после строительства Троицкой церкви, Криница стала слободой и вошла в состав Лушниковской волости Острогожского уезда. В 1879 году в селе была открыта первая школа.
После революции Криница становится центром Криниченского сельсовета. В 1930-х годах создаются колхозы, происходит коллективизация. Во время войны сотни криничан сражались с немецкими войсками. Высшей награды — звания Героя Советского Союза был удостоен уроженец Криниц Павел Васильевич Плетенской.

## Население
| 1859 | 1897  | 2000 | 2005 | 2010 |
| ---- | ----- | ---- | ---- | ---- |
| 1176 | ↗1485 | ↘478 | ↘445 | ↘382 |

### Известные люди
В селе родился Павел Васильевич Плетенской — Герой Советского Союза.